# Cú đấm thọc
Cú đấm thọc (Jab) còn có tên gọi khác như đấm thẳng trực diện hay cú thọc thẳng hay cú đòn quai hàm được gọi phổ biến ở Việt Nam là đòn số 1) là một cú đấm được sử dụng trong võ thuật. Đây là một trong những kỹ thuật đòn đánh cơ bản nhất của nhiều bộ môn võ thuật trên thế giới (thôi sơn). Có các biến thể khác nhau của đòn đấm thọc, nhưng mọi cú đánh đều có chung những đặc điểm là người sử dụng đòn đánh ở tư thế chiến đấu, nắm chặt nắm đấm và tung đòn từ một cánh tay về phía trước, cánh tay được duỗi ra hoàn toàn từ phía bên của thân thể. Quá trình này cũng liên quan đến việc xoay thân nhanh chóng, tổng hợp lực của một nửa thân thể từ cánh tay cho đến vai, hông và chân. Đây là một cú đấm tay cao (overhand); quá trình ra đòn có sử dụng lực từ độ lệch cử động của bàn tay, chuyển giao vị trí bàn tay hướng về má ở thời điểm ban đầu sang hướng xuống đất tại thời điểm va chạm mục tiêu.

## Lịch sử

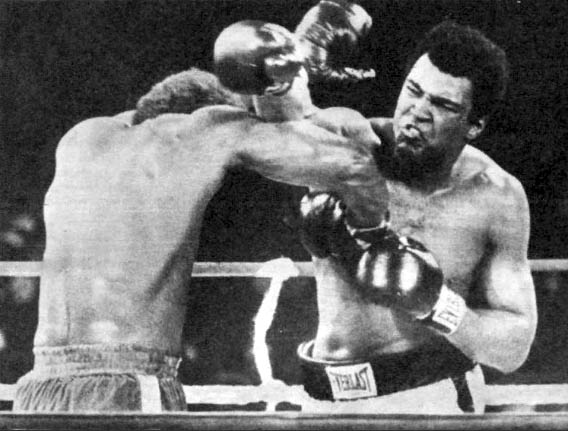
Đòn jab không thành công của Muhammad Ali.

Từ jab lần đầu tiên được sử dụng vào năm 1825, có nghĩa là đâm xuyên vào một điểm. Thuật ngữ này là một biến thể trong tiếng Scotland của từ job, có nghĩa là tấn công, đâm xuyên, đẩy mạnh. Ở võ thuật cổ truyền Việt Nam, một số bộ môn gọi là thôi sơn; hoặc tsuki trong Karate, tuy nhiên jab khác ở chỗ là có đặc tính tay cao hơn so với võ thuật cổ truyền. Đòn jab phổ biến cho Quyền Anh, là đòn số 1 trong bốn đòn cơ bản nhất của bộ môn này. 
Trong lịch sử võ thuật, các nhà sử học xem xét một số các võ sĩ jab (tức jabber) tốt nhất trong lịch sử là Sonny Liston, Larry Holmes, Muhammad Ali, Hector Camacho, và Sugar Ray Leonard. Những tay đấm bậc thầy gần đây bao gồm Lennox Lewis và Wladimir Klitschko, cả hai đều được huấn luyện bởi cùng một huấn luyện viên và có thể phát huy sức mạnh đáng kể vào những cú đánh của họ. Cú đánh của Holmes thường được gọi là tốt nhất trong số các võ sĩ hạng nặng. Cú đâm của Ali nổi tiếng về tốc độ, của Liston nổi tiếng với sức mạnh. Mike Tyson đã sử dụng một phiên bản hiếm hoi của jab đó là jab trượt, cho phép ông tấn công hiệu quả vào những đối thủ cao hơn và có tầm với xa hơn. Đương thời nổi tiếng về đòn số 1 này là Oleksandr Usyk với tốc độ và linh hoạt ở đòn này trong hai trận quan trọng là thống nhất đai bán nặng thế giới và tranh đai hạng nặng thế giới.

## Kỹ thuật
Cú đấm thọc thường tấn công vào đầu của đối thủ, các phần như cằm, mắt, mũi, thái dương. Đòn đấm thọc thường kết hợp với kỹ thuật khác khi tiến hành. Các cú đấm thọc thường được tăng gấp đôi nhằm cố gắng khiến đối phương mất cảnh giác, tức tung hai đòn đấm thẳng liên tục. Kỹ thuật jabbing on the fly – đấm thẳng trong di chuyển là một động tác ghi điểm sử dụng một loạt cú đấm thọc nhanh do võ sĩ tung ra khi đảo chân trước, chân sau, xoay chân tung đòn. Hầu hết các sự kết hợp đều bắt đầu bằng cú đánh jab như một cách thu hẹp khoảng cách và tìm phạm vi thích hợp. Trong bối cảnh này, cú đánh được gọi là cú đâm thiết lập (set-up jab). Ngoài ra, nhiều võ sĩ kết thúc sự kết hợp của họ bằng một cú đâm được thiết kế để ngăn chặn các đòn phản công. Đòn đấm này thường được sử dụng bởi tay trái, bởi thế đứng chân trái đứng trước, chân phải đứng sau của đại đa số người thuận tay phải.

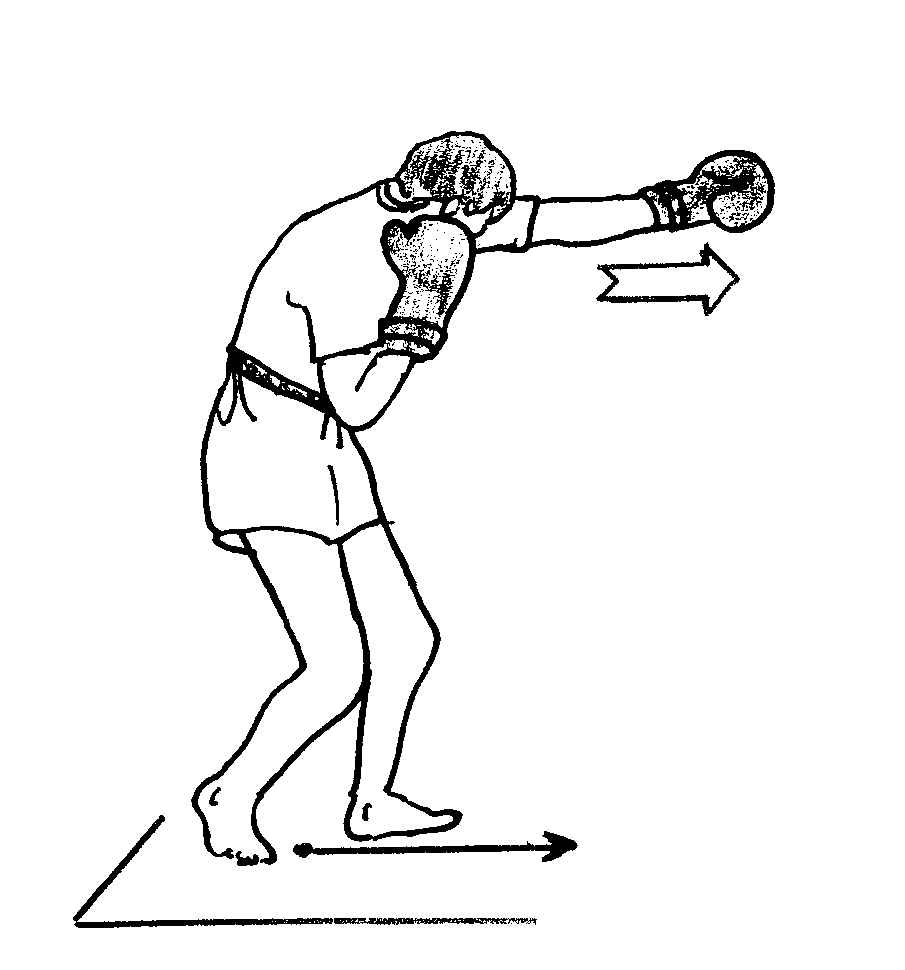
Jab và phòng thủ đầu
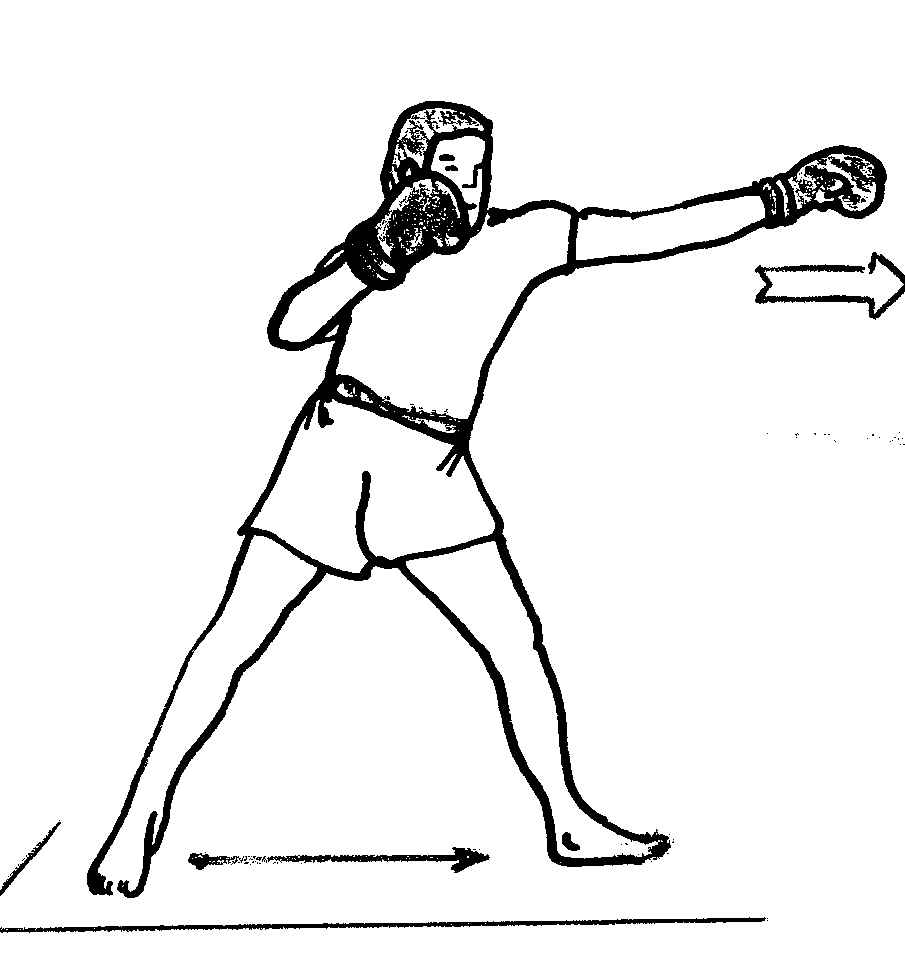
Jab một hướng
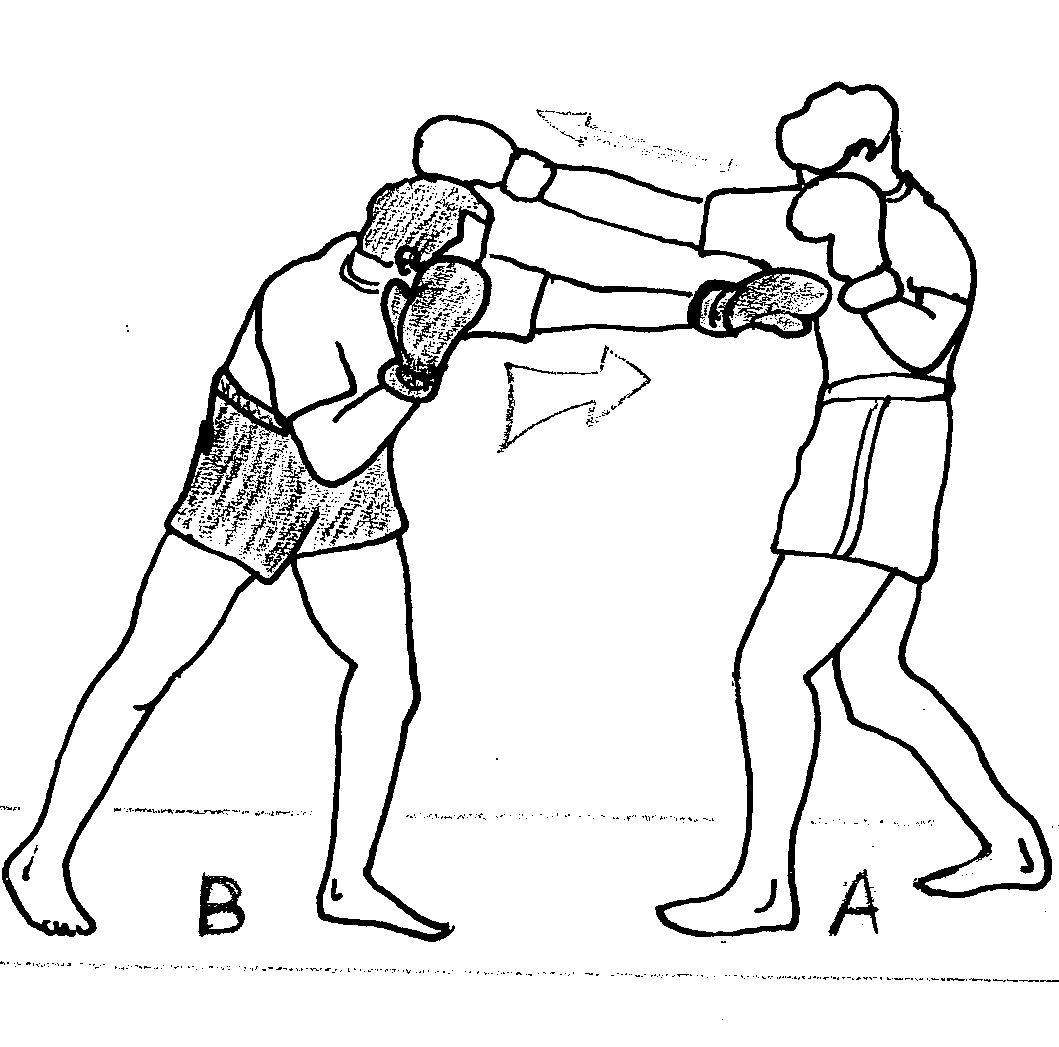
Jab phản công
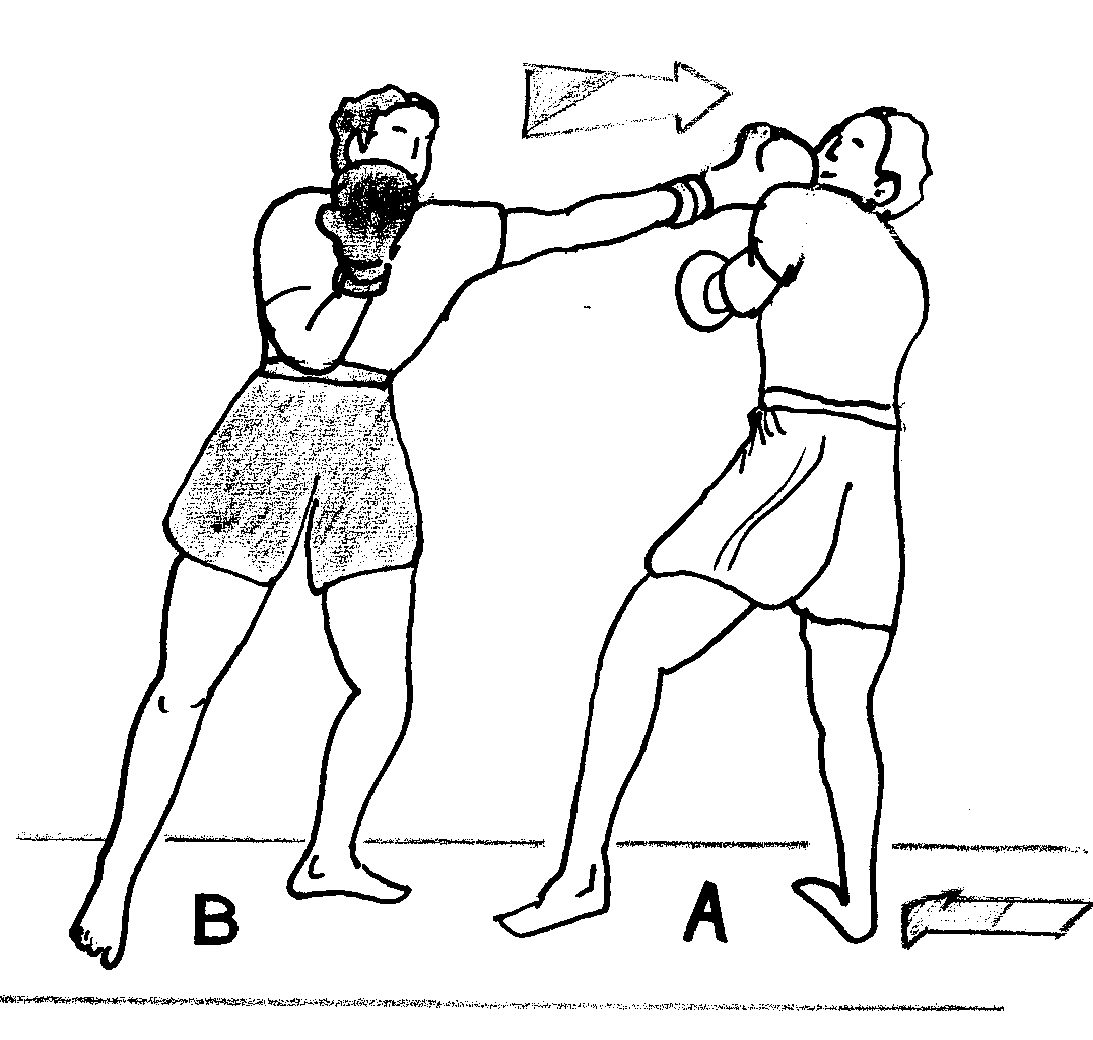
Jab có điểm dừng

## Sử dụng

### Phòng thủ
Đòn thọc thẳng là một phần không thể thiếu trong việc phòng thủ của võ sĩ nói riêng hoặc người tập luyện võ thuật nói chung. Tốc độ và sức mạnh tổng hợp trong quá trình sử dụng và tầm với của đòn này có thể giữ cho đối thủ ở khoảng cách xa, ngăn không cho đối thủ tấn công trực diện. Các cú đâm phòng thủ có thể được sử dụng trong khi di chuyển về phía sau, rút lui khỏi tầm đánh của đối thủ.

### Tốc độ ra đòn
Cú đánh này mang lại cho võ sĩ khả năng cơ động cao và thường được sử dụng với mục đích tấn công ghi điểm trong võ thuật thể thao. Các võ sĩ sử dụng biến thể này của cú đánh khi họ muốn duy trì sự cơ động và cân bằng của các thế đứng, di chuyển đứng thân. Đây cũng là đòn đánh có tốc độ phát lực nhanh nhất trong võ thuật, tuy nhiên nó không phải là đòn mạnh nhất.

### Ướm khoảng cách
Đòn thọc thẳng được sử dụng để thiết lập cảm giác về khoảng cách (thăm dò, ước lượng khoảng cách). Việc định vị được khoảng cách đứng của bản thân và đối thủ thường được đòn đánh này đo lường, là bước thứ nhất khởi động trong việc áp dụng cú đấm sức mạnh lớn hơn bằng tay kia. Do đó, jab có thể giúp bảo tồn sức bền và giảm nguy cơ bị phản đòn bằng cách tích hợp hai tay tấn công lẫn phòng thủ phối kết hợp trong phạm vi thích hợp. Và cũng bởi tầm xa, các cú jab thường gây loạn mục tiêu của đối thủ.

### Đòn sức mạnh

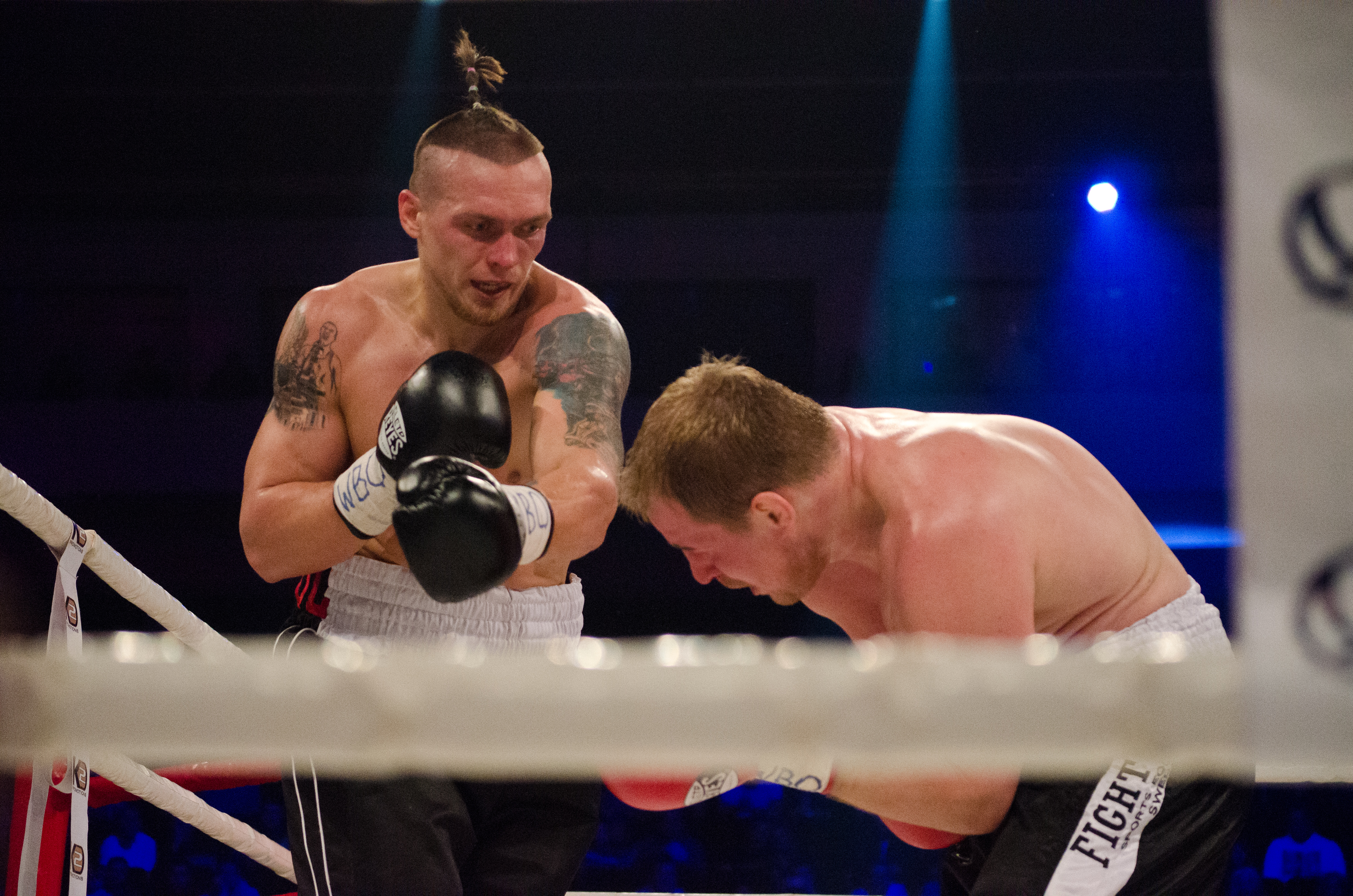
Đòn jab sức mạnh và xoay trụ của Oleksandr Usyk.

Sức mạnh có thể được thêm vào một cú đấm thọc nếu nó được tung về phía trước với một bước vừa phải, tức nghĩa là kết hợp lực cả tay và chân, chân di chuyển, tay ra đòn dồn lực. Hạn chế của kỹ thuật này là nó đưa võ sĩ ra khỏi tư thế phòng thủ cao độ của họ, khiến họ đối mặt rủi ro có thể phải chịu một cú đấm được tích hợp cả lực lao vào của bản thân và lực đánh của đối thủ theo nguyên tắc bảo toàn động lượng, động năng vật lý. Ở hệ sức mạnh, cú đánh xoay trọng (pivot jab) là cú đấm thọc mạnh nhất, trong đó trọng lượng dịch chuyển gần như hoàn toàn nhân đôi từ chân dẫn, xoay trục để đưa khối lượng của cơ thể ra sau cú đấm. Cú đấm từ cộng lực hông sẽ tăng thêm sức mạnh với tốc độ kết hợp.

### Thọc cơ thể
Cú đấm thọc vào cơ thể đối thủ tương đối không phổ biến, bởi vì nó làm tăng khả năng bị tổn thương của người tấn công đối với đòn phản công. Thông thường, võ sĩ uốn cong thắt lưng và tung một cú đánh tốc độ vào phần giữa của đối thủ để cố gắng khiến đối thủ mất cảnh giác, và mục tiêu thường là gan, bộ phận điểm yếu cơ thể người. Việc dồn trọng lượng cơ thể vào sau cú đấm này là không thực tế, do đó sức mạnh bị hạn chế. Cú thọc phản đòn vào cơ thể có thể được sử dụng hiệu quả để chống lại cú thọc của đối thủ.